# フランス南西部のワイン
フランス南西部のワイン（フランスなんせいぶのワイン）は、フランスの旧アキテーヌ地域圏および旧ミディ＝ピレネー地域圏で生産されるワインの総称であるが、ジロンド県産で別格扱いのボルドーワインはこれから除かれる。
フランスワインの御三家、ボルドー、ブルゴーニュ、ローヌと、ミュスカデやアンジュ・ロゼなど人気銘柄のあるロワール抔に比べると地味な存在ではあるが、カオールやマディランなど個性の強いワインもあり、もっと注目していい地方である。

## アキテーヌのワイン
フランスの南西端に位置するアキテーヌ地方は、ワイン産地としてはどうしてもボルドーの類似品または代用品と見られることが多かった。ワイン頒布会などでボルドーセットとして送られてくるものの中には、結構この地域の安ワインが「混入」していた。
しかし、ジュランソンなど、個性的なワインもあり、近年は80年代以降にAOCに昇格した新興産地にも、地域圏のコンクールで上位の成績をおさめるものが多く出ており、デイリーワインでは、AOCボルドーよりハイ・コストパフォーマンスなワインが多く出ている。

### ドルドーニュ県
ドルドーニュ県はジロンド県の東に接する県で、古くからAOCを持つ産地がいくつかあり、生産量も多い。
- ベルジュラック (Bergerac) - ドルドーニュ川に面したかなり広い範囲の産地で、赤・白・ロゼを産する。生産者も多いため、文字通りピンからキリまであり、なかにはボルドーの有名シャトー級の品質のものもある。
- モンラヴェル (Montravel) - 軽い辛口の白ワイン。
- モンバジャック (Monbazillac) - ベルジュラックの南東にある人口899人の村モンバジャックで作られる甘口の白。蜂蜜のような深い味わいの貴腐ワインもある。
- ペシャルマン　(Pécharmant) ベルジュラックなどドルドーニュ川左岸の4ヶ村で作られる赤ワインで、この地方のワインとしては最も優れている。

### ロット＝エ＝ガロンヌ県
ボルドーからガロンヌ川をさかのぼった、ジロンド県の南東に接するロット＝エ＝ガロンヌ県のワインは、日本ではまだほとんど知られていない。
- コート・ド・デュラス (Côtes de Duras) 県の北西端、ジロンド県に接する地域で、赤・白・ロゼが作られているが、まだ、ボルドーの類似品的なワインが多い。日本人には「デュ」の音がなじまないため「ジュラ」と書かれる事があるが、高級白ワインの産地として、また地質学のジュラ紀で有名なジュラ県は、同じフランスでも方角が正反対である。
- コート・デュ・マルマンデ (Côtes du Maarmandais) - 1990年に昇格したばかりの新しいAOC。デュラの南に接する地域。
- コート・デュ・ブリュロワ (Côtes du Brulhois) - 県のほぼ中央部で作られる赤とロゼ。現在非常に少なくなったVDQS規格のワイン。
- ビュゼ (Buzet) - 県の南部にある人口1236人の村、ビュゼ・スュル・ベーズで作られている赤とロゼ。今世紀になってからかなり良いものが出てきている。

### ランド県
- テュルサン (Tursan) - ランド県の県庁所在地モン・ド・マルサンの南東35kmにあるワイン産地。3分の2が赤かロゼ、3分の1が白だが、ソーヴィニョン・ブラン種を使った白にいいモノがある。VDQS。

### ピレネーザトランティク県
ピレネーザトランティク県はフランス南西端の県で、南半分はスペインに続くバスク地方になる。
- ジュランソン (Jurançon) - 県庁所在チポーの近くにある人口7378人の町ジュランソンで作られている甘口と辛口の白ワイン。薫り高くコクがあり、長期熟成に耐える高級品だが、あまり出回っていない。

## ミディ・ピレネーのワイン
南はピレネー山脈を介してスペインと接するミディ・ピレネーは、地域圏最大の都市でありフランス第4位の大都市であるトゥールーズを除くと人口も少なく、ワインの生産量も多くないが、非常に個性的なワインが多い。

### ロット県
ボルドーから東へ200kmほどのところ、ドルドーニュ県の東に接するロット県は、フランスでも一番色の濃い赤ワイン、カオールの産地として知られている。
- カオール (Cahors) - マルベック種のぶどうで作られるワインは、「カオールの黒」と言われるほど濃色で、若いものではブルーベリーやフローラルの香りと言うより、半透明な化粧石けんを連想させる独特の香りがあり、渋みも強い。その分熟成すると芳醇なワインになり、ファンも多い。
- コトー・デュ・ケルシー (Coteaux du Quercy) - 南隣のタルヌ＝エ＝ガロンヌ県にまたがる地域。日本ではまだほとんど出回っていない。

### ジェール県
- サン＝モン (Saint-Mont) - ジェール県の北西部で作られており、赤・白・ロゼがある。VDQSワイン。

### オート＝ガロンヌ県
- マディラン (Madiran) - マディラン村（面積1502ha, 人口536人）を中心にした地域で作られており、タナ種のぶどうで作られる濃色で力強いフルボディの赤ワイン。
- パシュラン・デュ・ヴィクビル (Pacherenc du Vic-Bilh) - マディランと同じ区域で作られている白ワイン。甘口から辛口まである。「マディラン」の項目に併載してある。
- コート・デュ・フロントネ（フロントン） -  地区固有のぶどうであるネグレット種を主体に作られる赤とロゼ。

### タルヌ県
- ガヤック (Gaillac) - 赤・白・ロゼ・甘口白・スパークリングワインなど多彩。

### アヴェロン県
- マルシヤック (Marcillac) - 1990年にVDQSから昇格した産地。まださほど優れたものは出ておらず、日本ではほとんど出回っていない。

### タルヌ＝エ＝ガロンヌ県
- サン＝サルドス (Saint-Sardos)